# Nilgirihoutduif
De nilgirihoutduif (Columba elphinstonii) is een vogel uit de familie van duiven (Columbidae). De wetenschappelijke naam van de soort werd in 1832 gepubliceerd door William Henry Sykes. Het is een door habitatverlies kwetsbaar geworden vogelsoort die alleen voorkomt in India.

## Kenmerken
De vogel is 42 cm lang, zo groot als een (gewone) houtduif. Van boven is deze duif kastanjekleurig bruin en grijs van onder, ook de kop is grijs gekleurd met een opvallend zwart en witpatroon achter op de nek. De staart is donker leikleurig grijs.

## Verspreiding en leefgebied
Deze soort is endemisch  in India. De leefgebieden liggen in het heuvelland van de West-Ghats in zuidwest India en verder in het noordwesten van de deelstaat Maharashtra, verder zuidelijk door de gebieden Karnataka en Goa tot in het zuiden van de deelstaat Kerala en het westen van Tamil Nadu. Het is een vogel van groenblijvend loofbos dat groeit op de hellingen en in ravijnen tot op 2250 meter boven zeeniveau. Er zijn ook waarnemingen in het laagland en in agrarisch gebied, mits bomenaanplant daar aanwezig is.

## Status
De grootte van de populatie werd in 2016 door BirdLife International geschat op 2,5 tot tienduizend volwassen individuen. De populatie-aantallen nemen af. Vroeger door jacht en nu steeds meer door habitatverlies. Het leefgebied wordt aangetast door ontbossing en mijnbouwactiviteiten waarbij natuurlijk bos plaats maakt voor agrarisch gebruikt land en verder de aanleg van infrastructuur waardoor leefgebieden versnipperen. Om deze redenen staat deze soort als kwetsbaar op de Rode Lijst van de IUCN.